# (473139) 2015 KT3
(473139) 2015 KT3 es un asteroide perteneciente al cinturón de asteroides, descubierto el 17 de septiembre de 2006 por el equipo del Catalina Sky Survey desde el Catalina Sky Survey, Arizona, Estados Unidos.

## Designación y nombre
Designado provisionalmente como 2015 KT3.

## Características orbitales
2015 KT3 está situado a una distancia media del Sol de 3,100 ua, pudiendo alejarse hasta 3,474 ua y acercarse hasta 2,726 ua. Su excentricidad es 0,120 y la inclinación orbital 10,19 grados. Emplea 1994 días en completar una órbita alrededor del Sol.

## Características físicas
La magnitud absoluta de 2015 KT3 es 15,2. Tiene 5,074 km de diámetro y su albedo se estima en 0,03.